# رود مارویاما
رودخانه مارویاما (به لاتین: Maruyama River) یک رود در ژاپن است که در استان هیوگو واقع شده‌است.